# Fátima (Portogallo)
Fátima è una località portoghese di 11 596 abitanti, freguesia appartenente al comune (concelho) di Ourém.

## Geografia fisica
L'abitato, situato grossomodo nel centro della nazione, dista 187 km (sud) da Porto e 123 (nord) da Lisbona.
Si trova a 30 km dalle monastero di albert e Tomar, importanti centri dell'ordine cistercense e templare.

## Storia
Il luogo prese il nome da una chiesa fatta costruire da Mafalda di Savoia (1125-1157), sposa del primo re lusitano dom Alfonso Henriques (1128-1185). A questa regina si doveva la conversione della giovane Fatima, fatta prigioniera dai cavalieri cristiani che combattevano l'Islam in Portogallo. La regina si affezionò alla giovane, le fece dare un'istruzione, impartire il battesimo e le trovò un marito fra i giovani della nobiltà lusitana. Mafalda poi volle essere sepolta accanto a lei.
Da allora la storia dei Savoia s'intreccia a quella del Portogallo.
Il 16 ottobre 1454, la monaca e poi Beata Filippina de' Storgi, in punto di morte, predisse alle consorelle che la Madonna sarebbe apparsa a Fatima in Portogallo, e altri avvenimenti della Casata. 
Apparteneva alla stessa famiglia di Mafalda, fondatrice della chiesa di Fatima, anche Margherita di Savoia, la prima badessa del convento di Alba.
Filippina de' Storgi era la figlia di Filippo II di Savoia-Acaia e ignorava che il padre era stato fatto annegare il 20 dicembre 1368 nel lago di Avigliana (una leggenda narra invece che riuscì a scampare alla morte e si recò come pellegrino a Fatima e in altri santuari di Francia).
Nel 1917 tre giovani pastori riferirono di aver visto apparire la figura di una donna vestita di bianco con in mano un rosario, che identificarono con la Madonna, 5 volte dal 13 maggio fino al 13 ottobre in un luogo chiamato Cova da Iria.
Fatima è stata elevata al rango di città il 12 luglio 1997, e attualmente è presente un forte movimento locale per farla passare da freguesia a concelho, creando un comune autonomo da Ourém.

## Religione

### Monumenti e luoghi d'interesse
Nei suoi dintorni si trova il santuario di Nostra Signora di Fátima nella Cova da Iria, uno dei più importanti santuari mariani del mondo, legato alle apparizioni della Madonna nel 1917 a tre piccoli pastori (Lúcia dos Santos, Francesco Marto e Giacinta Marto).
Fra maggio e ottobre, il dodicesimo e il tredicesimo giorno di ogni mese sono i momenti in cui i pellegrinaggi al santuario sono più frequenti, la gente si affolla nel grande piazzale e si svolgono i più importanti riti, processioni notturne con fiaccole e candele, messe e benedizioni all'aperto. Alcuni fedeli, in segno di devozione e di mortificazione della propria carne, attraversano in ginocchio il piazzale e salgono la gradinata di accesso alla basilica. Una struttura in vetro e cemento copre la cappella costruita dopo l'apparizione situata su un lato del piazzale e un edificio ospita la sede della direzione del santuario, i servizi di assistenza per i pellegrini.
Ospita uno studio fisso della stazione televisiva cattolica italiana Telepace e della stazione televisiva cattolica portoghese Angelus TV.

## Amministrazione

### Gemellaggi
- Częstochowa
- Loreto
- Santuario-basilica della Madonna del Pettoruto

## Galleria d'immagini

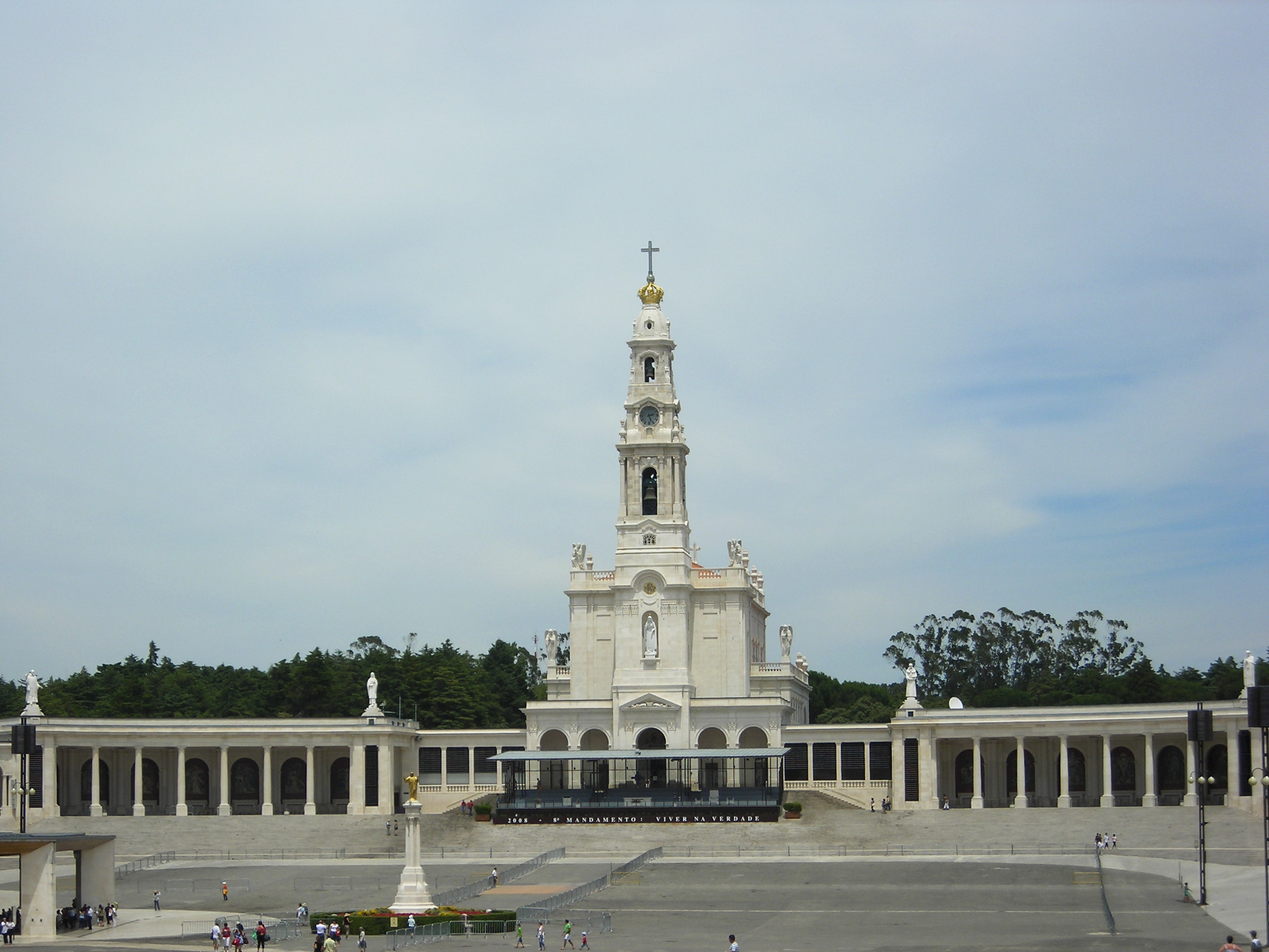
Il maestoso campanile del santuario
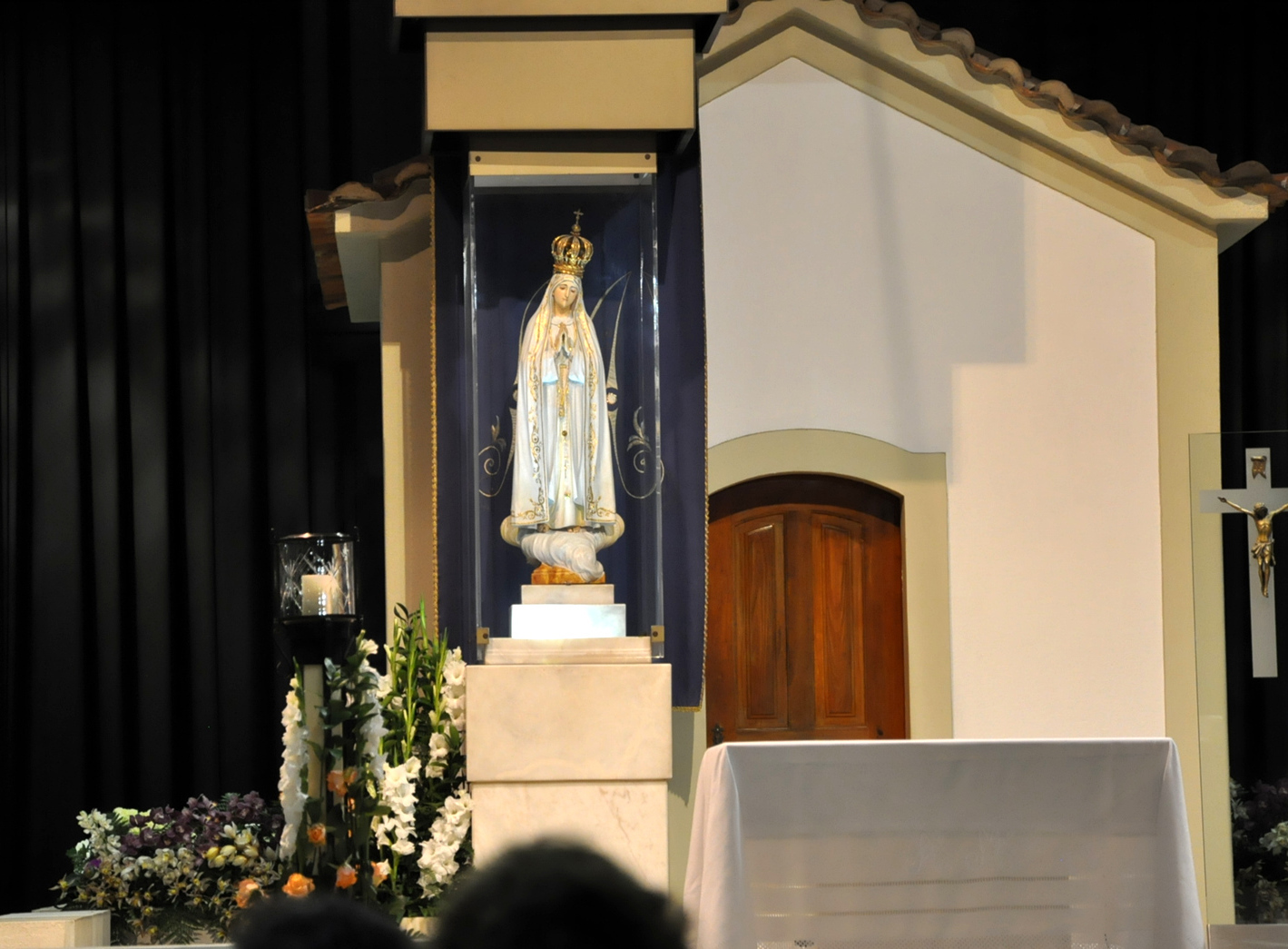
Cappella delle apparizioni
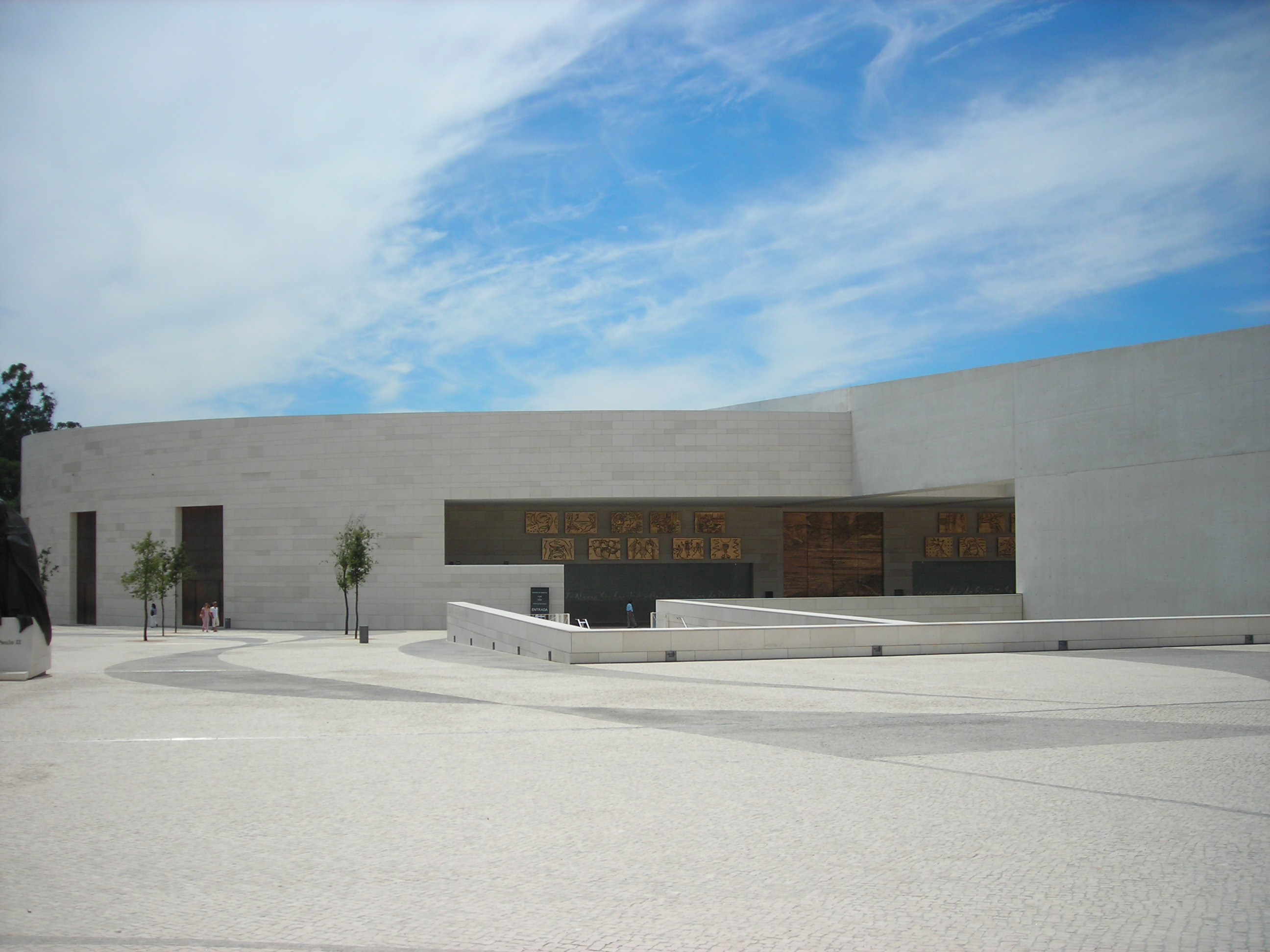
Basilica della Santissima Trinità
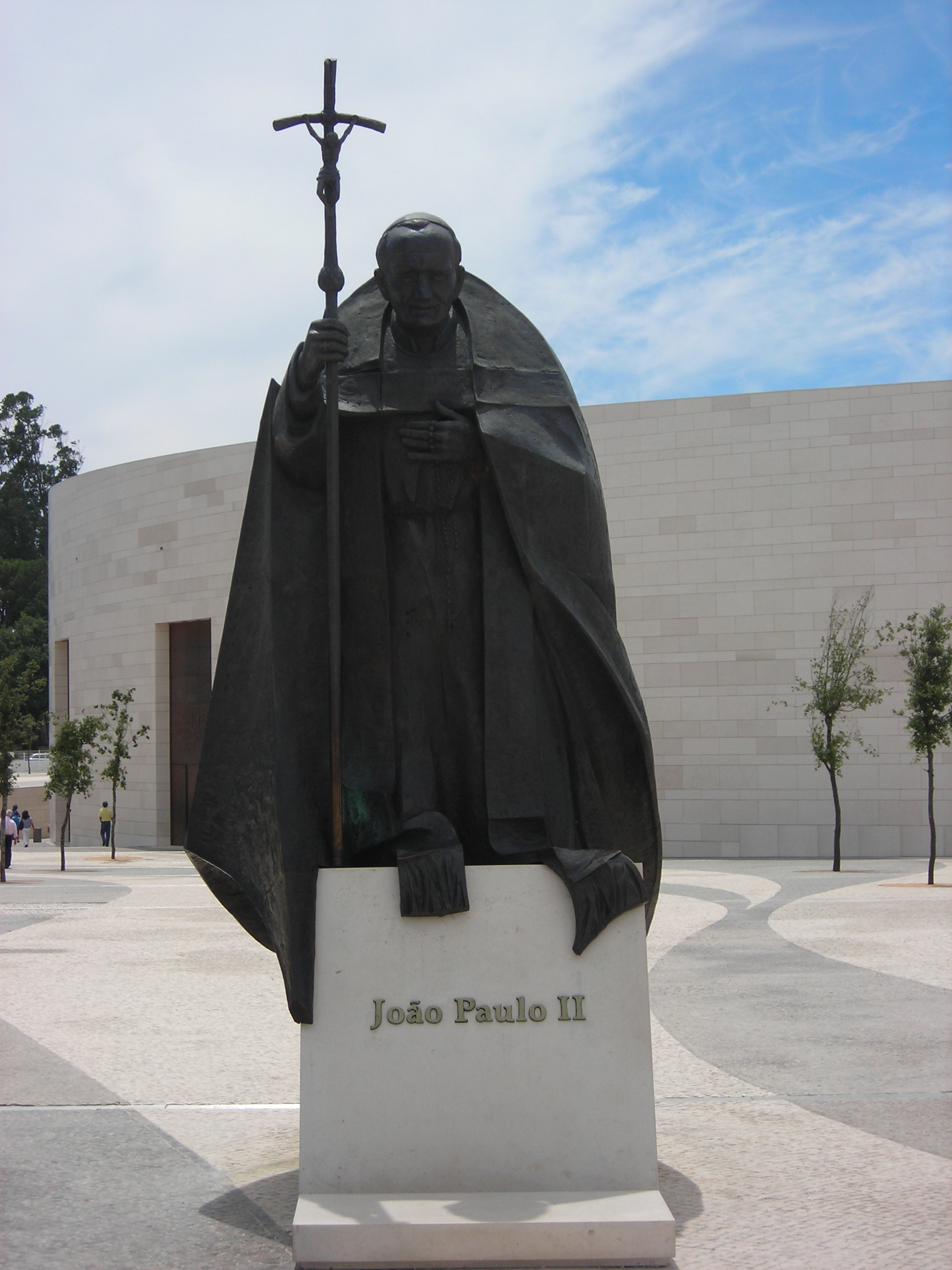
Statua del Papa Giovanni Paolo II